# Filip Černý
Filip Černý (* 1975) je český novinář a redakční manažer. Bývalý investigativní reportér pořadu Reportéři ČT, později vedoucí redakcí Nových médií České televize, do dubna 2017 pak šéfredaktor online zpravodajství ČT24. V září 2017 nastoupil do vydavatelství Economia na pozici Head of Multimedia Hub, v roce 2019 pokračoval jako šéfredaktor zpravodajského webu Hospodářských novin. Od roku 2020 je vedoucím pořadu ekonomické publicistiky Bilance na ČT1
Vystudoval žurnalistiku a masovou komunikaci na Fakultě sociálních věd UK v Praze. Od roku 1998 pracoval v České televizi postupně jako redaktor zpravodajství a publicistiky v pořadech Události, 21, Tady a teď, Fakta, Reportéři ČT. Během své pracovní dráhy získal řadu ocenění. Nejznámější prací je série reportáží o předražování výstavby českých dálnic a střetech zájmů ve vedení Ředitelství silnic a dálnic.
V letech 2004-2005 byl hlavním editorem pořadů ČT Události, komentáře a hlavní zpravodajské relace Události. V této pozici se podílel na rozjezdu prvního zpravodajského TV kanálu v České republice - ČT24.
Od roku 2013 působil jako šéfredaktor zpravodajských webů www.ct24.cz a www.ctsport.cz. V letech 2014–2015 provedl personální a organizační rekonstrukci redakce a spolupracoval na změně designu webu ČT24, včetně změny redakčního systému. Vedl také webové speciály k olympijským hrám, MS v hokeji a ME ve fotbale. Do jeho kompetence spadala také správa účtů ČT24 a ČT sport v sociálních médiích, konkrétně Facebook, Twitter a Instagram. V letech 2015 a 2016 sestavil tým, který zpravodajské účty spravoval 24 hodin denně a zaměřoval se na konstantní růst videa a využití nejnovějších formátů.
V září 2017 nastoupil do vydavatelství Economia, kde vedl rozvoj videa a sociálních médií vydavatelského domu.
Od března 2019 do února 2020 byl šéfredaktorem webu Hospodářských novin iHNed.cz. Pak působil na volné noze.
Na podzim 2020 nastoupil do České televize, kde připravuje vlastní pořad ekonomické publicistiky Bilance.

## Ocenění
- 2012 - nominace na Novinářskou cenu udělovanou Nadací Open society fund za nejlepší analyticko- investigativní příspěvek
- 2011 – Cena Mezinárodního festivalu dokumentárních filmů v Jihlavě a týdeníku Respekt: Nejlepší investigativní reportáž roku, za reportáž o stavbě dálničního obchvatu Prahy
- 2010 – Nejlepší publicistický pořad, cena Mezinárodního filmového festivalu Ekofilm, za reportáž „Razítko pana inspektora“ o nedostatcích stavebního zákona
- 2008 – Novinářská křepelka – Ocenění pro novináře do 33 let udělované Nadací Českého literárního fondu a městem Havlíčkův Brod
- 2007 – Cena Mezinárodního festivalu dokumentárních filmů v Jihlavě a týdeníku Respekt za nejlepší televizní a videoreportáž roku za sérii reportáží „Nejdražší evropské dálnice stojí v ČR“
- 2004 – televizní cena Elsa za nejlepší publicistický pořad jako vedoucí vydání pořadu Události, komentáře (spolu s Pavlou Mrázkovou)